# Cyrtandra arfakensis
Cyrtandra arfakensis är en tvåhjärtbladig växtart som beskrevs av Rudolf Schlechter. Cyrtandra arfakensis ingår i släktet Cyrtandra och familjen Gesneriaceae. Inga underarter finns listade i Catalogue of Life.